# Referéndum de autonomía de Groenlandia de 1979
Un referéndum consultivo de autonomía tuvo lugar en Groenlandia el 17 de enero de 1979. Más del 70,1% de los electores votaron a favor de mayor autonomía de Dinamarca, llevando al establecimiento del parlamento groenlandés y a Groenlandia consiguiendo mayor soberanía en áreas como educación, salud, pesca y el medio ambiente.
Como resultado del referéndum, la autonomía entró en vigor el 1 de mayo de 1979 y Groenlandia se convirtió en una circunscripción autónoma del Reino de Dinamarca.

## Resultados
| Opción                                | Votos  | %      |
| ------------------------------------- | ------ | ------ |
| Sí                                    | 12 756 | 70,1   |
| No                                    | 4 703  | 25,8   |
| Votos válidos                         | 17 459 | 95,9   |
| Votos en blanco o nulos               | 743    | 4,1    |
| Votos totales                         | 18 202 | 100,00 |
| Electores registrados y participación | 28 889 | 63,3   |
| Fuente: Folketingsårbog 1978–79       |        |        |